# Gmina związkowa Rheinauen
Gmina związkowa Rheinauen (niem. Verbandsgemeinde Rheinauen) – gmina związkowa w Niemczech, w kraju związkowym Nadrenia-Palatynat, w powiecie Rhein-Pfalz. Siedziba gminy związkowej znajduje się w miejscowości Waldsee. Powstała 1 lipca 2014 z połączenia dwóch gmin bezzwiązkowych: Altrip i Neuhofen z gminą związkową Waldsee. Do 31 grudnia 2015 nazwa gminy brzmiała gmina związkowa Waldsee.

## Podział administracyjny
Gmina związkowa zrzesza cztery gminy wiejskie (Gemeinde):
1. Altrip
2. Neuhofen
3. Otterstadt
4. Waldsee.